# Bernhard Weinberg
Bernhard Weinberg (* 1. April 1815 in Escheberg; † 25. Januar 1877 in Frankfurt am Main; vollständiger Name: Bernhard Otto Weinberg) war ein deutscher Unternehmer.
Bernhard Weinberg war ein Sohn des Pferdehändlers Salomon Maximilian Weinberg (1782–1825) und dessen Ehefrau Friederike Weinberg geb. Wäscher (1791–1830).
Er heiratete 1858 Pauline (1836–1921), die dritte Tochter des Unternehmers Ludwig Aaron Gans, und wurde Teilhaber der Farbwarengroßhandlung Leopold Cassella & Co. in Frankfurt. Das Paar hatte die Kinder Marie Friederike (* 1859; verheiratete Paulucci di Calboli), Arthur (1860–1943), Carl (1861–1943) und Friedrich Ernst (* 1863).